# AI・DOL 프로젝트
《AI・DOL 프로젝트》(AI・DOLプロジェクト, AI・DOL PROJECT)는 2019년 4월 1일부터 2020년 3월 30일까지 TV 도쿄 계열에서 월요일 심야에 방송되었던 헬로! 프로젝트 멤버 출연의 TV 프로그램이다.

## 개요
헬로! 프로젝트의 명 멤버가 당 방송 마스코트인 AI 로봇「하로봇군」과 함께 최첨단의 기술을 구사해 사회 문제에 임하고 있는 현장을 직격해, 여러 가지 체험을 통해서, 현대의 최신의 기술을 배워간다.

## 출연자
- 헬로! 프로젝트 멤버
  - 모닝구무스메
  - 안주루무
  - Juice=Juice
  - 코부시팩토리
  - 츠바키팩토리
  - BEYOOOOONDS
    - CHICA#TETSU
    - 아메노모리 카와우미
- 마스코트
  - AI 로봇 하로봇군
- 미치시게 사유미 (나레이션)

## 방송국과 방송 시간
| 주요 방송 지역 | 방송국           | 방송 기간                         | 계열         | 방송 요일과 방송 시간 |
| -------------- | ---------------- | --------------------------------- | ------------ | --------------------- |
| 간토 광역권    | TV 도쿄 (제작국) | 2019년 4월 1일 ~ 2020년 3월 30일  | TV 도쿄 계열 | 월요일 25:00 ~ 25:30  |
| 전국           | BS TV 도쿄       | 2019년 4월 7일 ~ 2020년 4월 5일   | BS 디지털    | 일요일 25:05 ~ 25:35  |
| 시가현         | 비와코 방송      | 2019년 4월 25일 ~ 2020년 4월 10일 | JAITS        | 목요일 26:45 ~ 27:15  |